# Arman Yeremian
Arman Yeremian ou Yeremyan (en arménien Արման Երեմյան ; né le 29 janvier 1986 à Erevan) est un taekwondoïste arménien.
Il est le porte-drapeau de la délégation arménienne lors des Jeux olympiques d'été de 2012.

## Palmarès

### Championnats d'Europe
- Championnats d'Europe de taekwondo 2008 :
  -  médaille d'or en -78 kg
- Championnats d'Europe de taekwondo 2016 :
  -  médaille d'argent en -87 kg

### Championnats d'Europe pour catégories olympiques
- Médaille d'argent en 2015 à Naltchik (Russie), en catégorie des moins de 80 kg.